# جمهوری دوم ورمانت
جمهوری دوم ورمانت (انگلیسی: Second Vermont Republic) گروهی جدایی طلب در ایالت ورمانت آمریکا است که خواهان بازگردانی وضعیت سابقاً مستقل جمهوری ورمانت (۱۷۷۷–۹۱) است. این جنبش خود را «یک شبکه و اندیشگاه شهروندان بی خشونت مخالف با استبداد آمریکای ابرشرکتی و دولت آمریکا، و متعهد به بازگشت صلح‌آمیز ورمانت به جایگاه خود به عنوان یک جمهوری مستقل و به‌طور کلی تر انحلال اتحاد است.» این سازمان در سال ۲۰۰۳ از سوی تامس نیلر (۱۹۳۶-۲۰۱۲), استاد سابق اقتصاد دانشگاه دوک و یکی از دو نویسنده کتاب کاستن از اندازه آمریکا منتشره در ۱۹۹۷ پایه‌گذاری شد. در سال ۲۰۱۰ مقاله‌ای در تایم این جنبش را یکی از «ده بلندپروازانه‌ترین ملت‌ها» نامید.